# Howannes Bedros XVIII Kasparian
Hovhannes Bedros XVIII Kasparian (ur. 20 stycznia 1927, zm. 16 stycznia 2011) – duchowny ormiańskokatolicki, święcenia kapłańskie przyjął w 1952. Arcybiskup archieparchii Bagdadu w latach 1972-1982. Patriarcha Cylicji od 1982. Przeszedł na emeryturę w 1999.